# Erwin Zeidler
Erwin Zeidler von Görz (Vienna, 8 febbraio 1865 – Villach, 3 gennaio 1945) è stato un generale austro-ungarico, comandante delle forze dislocate a difesa di Gorizia nella prima guerra mondiale.

## Biografia
Nato a Vienna da un professore di economia, terminati gli studi secondari entrò come cadetto nella Scuola Militare del Genio di Vienna. Ne uscì il 18 agosto 1885 con la promozione a sottotenente presso il 2º Reggimento del Genio Arciduca Leopoldo, con sede a Krems. Fu promosso Maggiore nel maggio 1901 e Tenente colonnello nel novembre 1905. Servì come istruttore presso la Scuola Avanzata del Genio a Vienna e sul campo, con merito, come direttore delle fortificazioni presso diverse destinazioni nei possedimenti austro-ungarici nei Balcani.
Promosso Colonnello nell'ottobre 1909 e Maggior generale nel maggio 1914, allo scoppio della prima guerra mondiale chiese di assumere il comando di un'unità combattente al fronte e venne posto al comando della 7ª Divisione di Fanteria nello Szerém. In ottobre passò quindi al comando della 16ª Brigata di montagna, appena costituita come riserva della 50ª Divisione di Fanteria e operante nella Serbia occidentale e in Bosnia.
Dal dicembre 1914 al febbraio dell'anno successivo comandò la 48ª Divisione di Fanteria ed infine nel marzo 1915 fu posto al comando della 58ª Divisione di Fanteria, assegnata alle vitali postazioni a difesa di Gorizia, dal Monte Sabotino fino alla confluenza del Vipacco lungo la riva sinistra dell'Isonzo, che comandò fino all'estate del 1918. Essa era composta da tre brigate: la 4ª e la 5ª Brigata di montagna, composte in buona parte da soldati dalmati, e dalla 121ª Brigata di fanteria della milizia territoriale (k.k. Landsturm).
Il settore affidato alla 58ª Divisione si estendeva per circa 11 km e comprendeva una testa di ponte sulla riva occidentale dell'Isonzo a protezione di Gorizia lunga circa 7 km. Una serie di basse alture di arenaria (dosso del Bosniaco, colline di Oslavia e Peuma, monte Podgora-Calvario) si elevano per circa 150 m sulla pianura con poche soluzioni di continuità e corrono dal massiccio calcareo del Monte Sabotino fino al paese di Podgora/Piedimonte, situato sotto la cresta Monte Podgora-Monte Calvario. Il Sabotino costituiva la "porta dell'Isonzo" e un baluardo e punto di osservazione fondamentale dell'artiglieria. Gli estremi presidi meridionali si trovavano qualche centinaio di metri oltre l'alto terrapieno della ferrovia che corre a sud del paese di Podgora. Dalla fine di maggio alla fine di giugno 1915, malgrado la scarsezza di operai e materiali e le difficoltà del terreno, Zeidler fortificò il Sabotino e le alture. La testa di ponte resistette ai furiosi attacchi italiani per più di un anno, fino alla presa di Gorizia nell'agosto 1916.
Per la sua condotta nel corso delle sanguinose battaglie dell'Isonzo nell'agosto 1917 fu insignito del cavalieriato dell'Ordine militare di Maria Teresa e ricevette il titolo di barone di Gorizia (Freiherr von Görz in tedesco). Malgrado la perdita di Gorizia nel corso della sesta battaglia dell'Isonzo mantenne il comando della formazione e venne promosso al grado di Feldmarschallleutnant nel maggio 1917. A seguito dell'ultima offensiva austro-ungherese nel giugno 1918 passò il comando della divisione al general maggiore Wolf nel luglio dello stesso anno e cessò l'impiego attivo.
Dopo il collasso dell'Impero Austro-Ungarico si ritirò a Villach.